# Metilsulfato de amezínio
Metilsulfato de amezínio (DCI) é um fármaco utilizado pela medicina como anti-hipotensor.

## Indicações
Utilizado no tratamendo de hipotensão ortóstatica e colapso muscular.